# Biochemical Society Transactions
Biochemical Society Transactions è una rivista scientifica bimestrale sottoposta a revisione paritaria, che pubblica gli atti della conferenza annuale e delle riunioni tematiche della Biochemical Society, oltre alle riunioni indipendenti sostenute dalla società. Gli atti del simposio annuale della società, precedentemente riportati solo su Biochemical Society Symposium, nel 2008 sono stati pubblicati per la prima volta su Transactions. La rivista è stata fondata nel 1973 ed è pubblicata dalla Portland Press, il ramo editoriale della società.
La rivista è stata pubblicata trimestralmente fino al 1999. Dal 2004, i numeri sono stati costituiti interamente da articoli completi, mentre in precedenza si alternavano un numero di abstract e un numero di articoli completi. Gli articoli sono solitamente brevi, in genere di 3-4 pagine; articoli più lunghi sono tratti dalle conferenze di premiazione della società.
Dal 2005, David J. Richardson (Università dell'East Anglia) è il redattore onorario. Al 2020,  il caporedattore era Colin Bingle. Secondo il Journal Citation Reports, la rivista ha ricevuto un fattore di impatto per il 2020 pari a 6,5.
Gli articoli divengono ad accesso aperto 12 mesi dopo la loro pubblicazione.